# Loucas pra Casar
Loucas Pra Casar é um filme de comédia brasileiro produzido por glas Entretenimento e distribuído pela Downtown e Paris Filmes. Foi dirigido por Roberto Santucci, escrito por Marcelo Saback e estrelado por Ingrid Guimarães, Tatá Warneck, Márcio Garcia e Suzana Pires.

## Sinopse
Malu (Ingrid Guimarães) tem 40 anos e trabalha como secretária de Samuel (Márcio Garcia), o homem de sua vida. Apesar de estarem namorando há três anos, não há o menor indício de que um pedido de casamento esteja por vir. Um dia, Malu percebe que faltam algumas camisinhas no estoque pessoal de Samuel e logo deduz que ele tem uma amante. Após contratar um detetive particular, logo descobre que há mais duas mulheres na vida de Samuel: a dançarina de boate Lúcia (Suzana Pires) e a fanática religiosa Maria (Tatá Werneck).

## Elenco
- Ingrid Guimarães como Maria Lucia (Malu) [4]
- Suzana Pires como Lúcia[5]
- Tatá Werneck como Maria[6]
- Márcio Garcia como Samuel[7]

1. 1 2 3  «Loucas Pra Casar - Cinema Brasileiro - Ficha Técnica». Globo Filmes. Consultado em 6 de janeiro de 2015
2. ↑  «Tatá Werneck e Ingrid Guimarães disputam Marcio Garcia em 'Loucas pra Casar'». VEJA.com. Entretenimento - Cinema. 21 de julho de 2014. Consultado em 6 de janeiro de 2015
3. ↑  «receita, Loucas pra casar». Filme B. 9 de março de 2015
4. ↑  «Tatá Werneck e Ingrid Guimarães pulam de ponte em 'Loucas pra casar'». G1 - São Paulo. 6 de janeiro de 2015. Consultado em 6 de janeiro de 2015
5. ↑  Danilo Perelló (6 de janeiro de 2013). «Em 'Loucas pra casar', Ingrid Guimarães disputa noivo com Tatá Werneck e Suzana Pires e diz que mulher 'é fogo' quando compete». Extra. Consultado em 6 de janeiro de 2015
6. ↑  Carla Bittencourt (20 de dezembro de 2014). «Tatá Werneck será namorada submissa de Márcio Garcia em 'Loucas pra casar'». Extra. Telinha. Consultado em 6 de janeiro de 2015
7. ↑  Márcia Pereira (16 de dezembro de 2014). «Tatá Werneck diz que teve medo de ficar nua com Marcio Garcia». UOL. Notícias da TV. Consultado em 6 de janeiro de 2015

- Fabiana Karla como Dolores
- Guida Vianna como Adir
- Alice Borges como Lourdes
- Charles Paraventi como Geraldo José
- Rogério Fróes como Padre Alaor
- Edmilson Filho como Rubi
- Aline Fanju  como Beth(amiga Malu)

## Produção
Em maio de 2013, numa entrevista concedida ao AdoroCinema, Roberto Santucci revelou que possuía outro projeto que já estava com roteiro em seus estágios finais de desenvolvimento por Marcelo Saback. Ele comparou o enredo de Loucas para Casar com filmes como Mujeres al borde de un ataque de nervios e Clube da Luta. No tempo, a dificuldade para a produção deslanchar estava apenas na escolha do elenco.
Ainda em maio, Downtown conseguiu juntamente com a Ancine investimentos orçamentários no valor de R$ 3 milhões. As protagonistas de Loucas para Casar foram confirmadas em setembro de 2013 por Saback ao jornal O Dia. As filmagens iniciaram em julho de 2014, sendo rodado no Rio de Janeiro, com locações em Copacabana, Gávea e Barra da Tijuca.

## Recepção

### Crítica
Loucas pra Casar teve recepção mista por parte da crítica especializada. Com base de 12 revisões da imprensa, alcançou uma pontuação de 2,3 no AdoroCinema.
Do jornal Folha de S.Paulo, Cássio Starling Carlos publicou um comentário negativo dizendo: "O problema maior do filme é a indigência do seu humor "Zorra Total". Se o programa de TV ainda funciona para o público inerte das noites de sábado, o cinema depende de quem sai de casa e paga. Mas para ver um elenco ruim em cenas que mais parecem ensaio?"
Do jornal Zero Hora, Vanessa Scalei disse: "O timing cômico do trio feminino não consegue vencer barreiras como o excesso de estereótipos e clichês. Além disso, acaba por repetir situações já vistas pelo público.
Do Cinema com Rapadura, David Arrais publicou uma avaliação neutra dizendo: "O final surpreendente, que realmente amarra bem toda a trama, deixa um gosto bom ao deixarmos a sala de projeção. É uma pena que para chegarmos a um desfecho minimamente ousado e criativo, tenhamos que atravessar tantos momentos absurdos e constrangedores."
Do Jornal O Globo, Mario Abbade deu uma avaliação positiva ao filme: "Junto com o humor, temas interessantes, entre eles qual o papel da mulher diante de um relacionamento. O que periga soar machista em um primeiro momento pode ser visto como um libelo sobre o quanto o verdadeiro amor não deve ter limites."

### Bilheteria
O longa-metragem estreou no circuito nacional em 8 de janeiro de 2015. Conseguiu ser a melhor estreia de um filme nacional desde que os lançamentos passaram a ocorrer nas quintas-feiras, com 605 mil espectadores no primeiro final de semana e média superior a 1000 espectadores por sala. No dia 3 de fevereiro de 2015 o filme supera 38 milhões de reais em bilheteria e 3 milhões de espectadores, tornando o 4.º filme de Ingrid Guimarães a superar os 3 milhões de espectadores, sendo De Pernas pro Ar (3,5 milhões), De Pernas pro Ar 2 (5 milhões) e Minha Mãe É Uma Peça - O Filme (4,5 milhões).